# Veľká Dolina
Veľká Dolina este o comună slovacă, aflată în districtul Nitra din regiunea Nitra. Localitatea se află la altitudinea de 136 m deasupra n.m., se întinde pe o suprafață de 11,69 km2 și în 2017 număra 663 de locuitori.

## Demografie
| An:                | 1994 | 2004   | 2014    | 2024   |
| ------------------ | ---- | ------ | ------- | ------ |
| Număr de persoane: | 569  | 606    | 677     | 718    |
| Diferență:         |      | +6,50% | +11,71% | +6,05% |

| An:                | 2023 | 2024   |
| ------------------ | ---- | ------ |
| Număr de persoane: | 726  | 718    |
| Diferență:         |      | −1,10% |